# Ambasadorowie i posłowie rosyjscy w Rzeczypospolitej 1763–1794

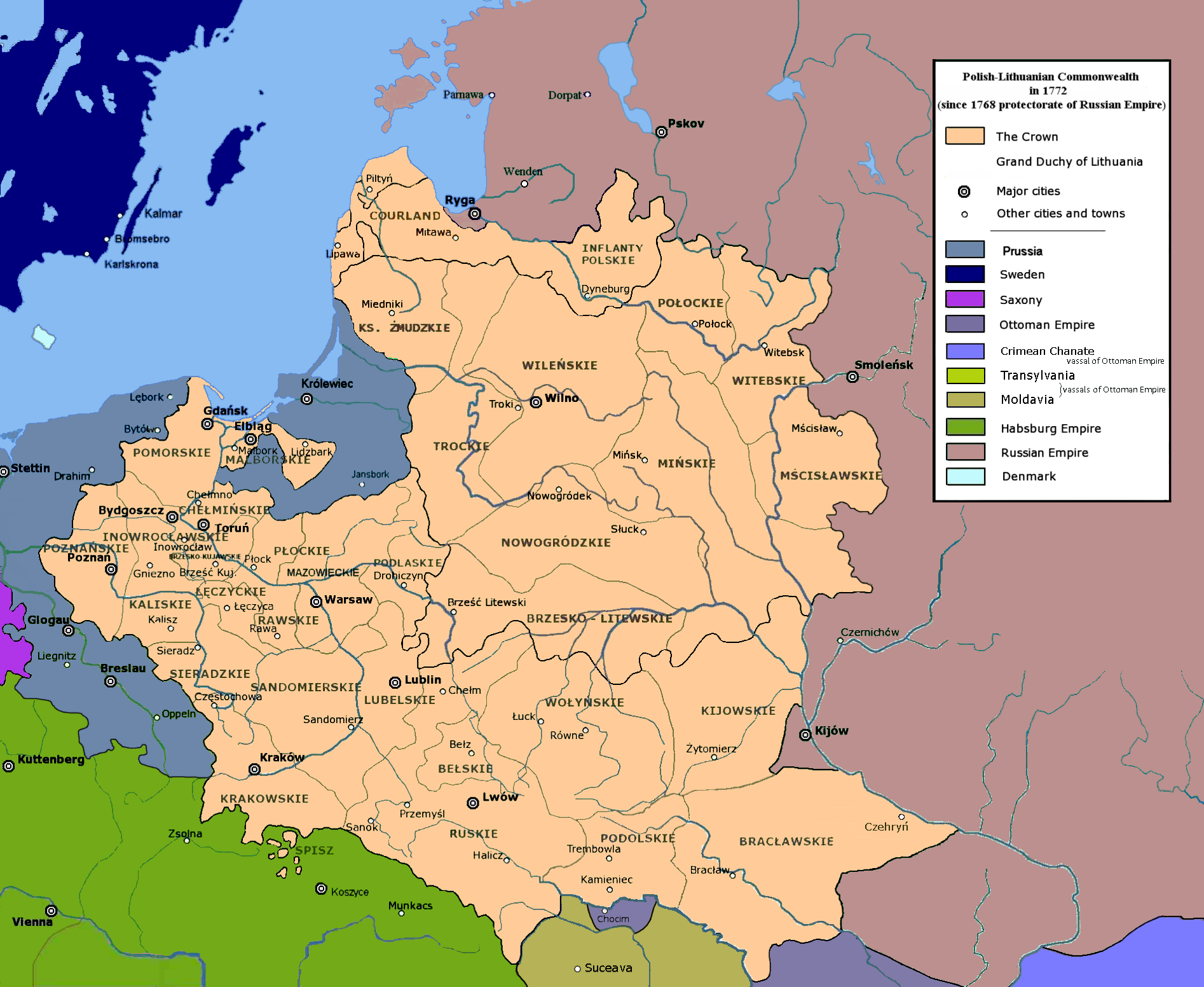
Rzeczpospolita jako protektorat Imperium Rosyjskiego w 1772 roku (przebieg granic sprzed I rozbioru)

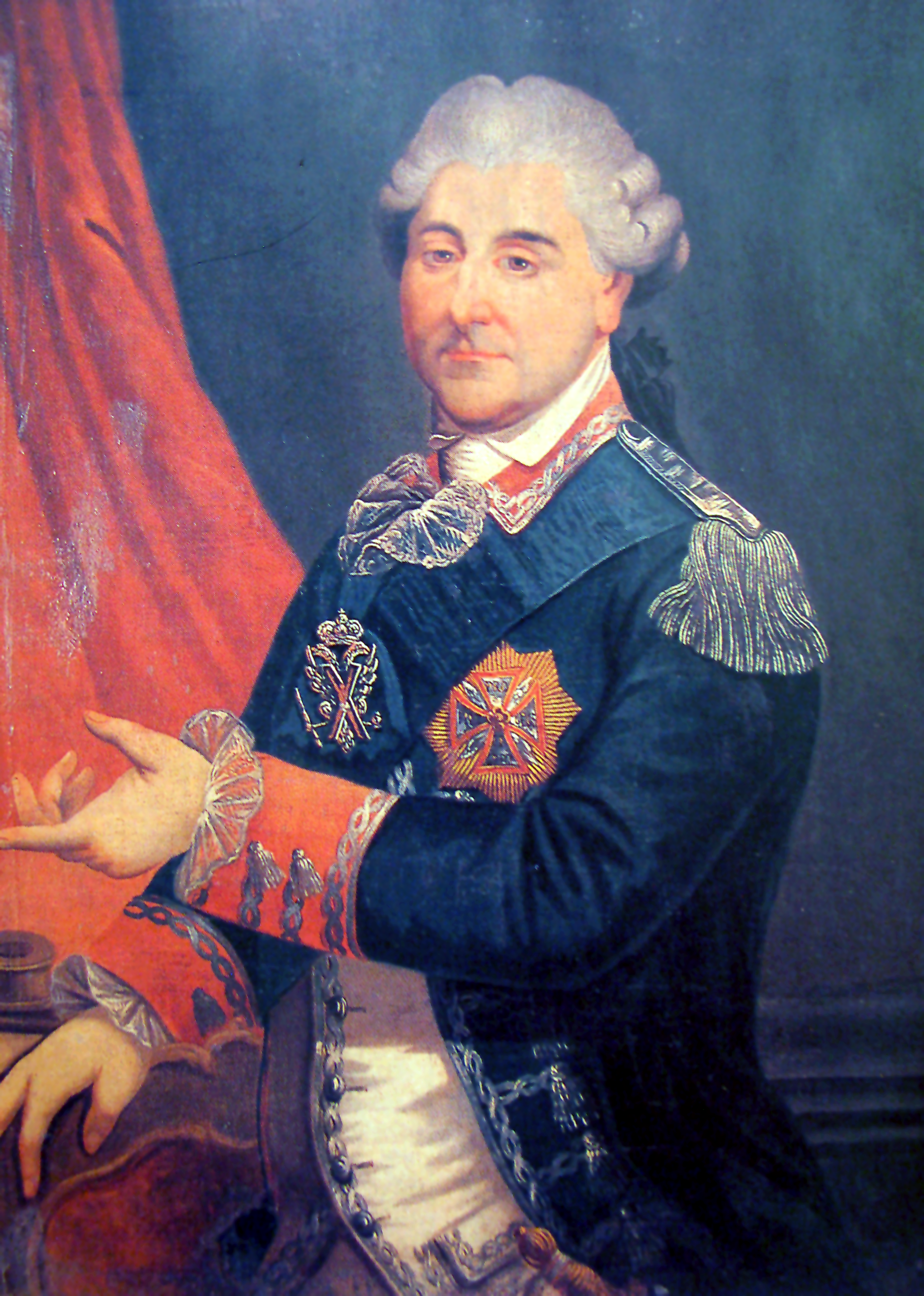
Portret Stanisława Augusta. Na piersi króla widoczny zawieszony na szyi rosyjski Order św. Andrzeja Apostoła Pierwszego Powołania

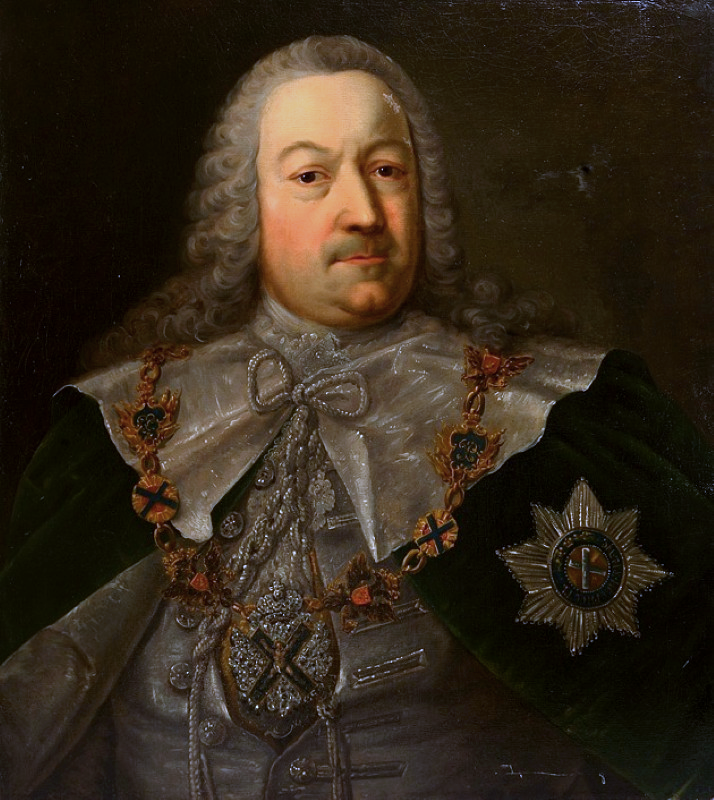
Herman Karl von Keyserling

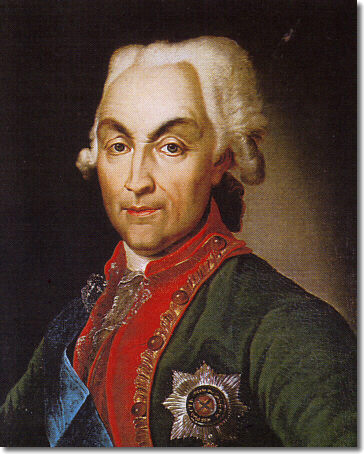
Nikołaj Repnin

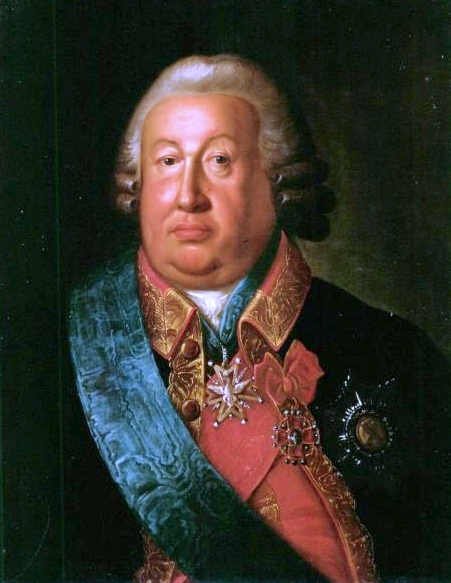
Michaił Wołkoński

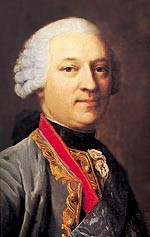
Kaspar von Saldern

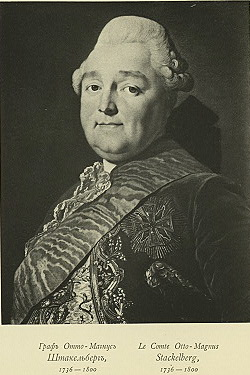
Otto Magnus von Stackelberg

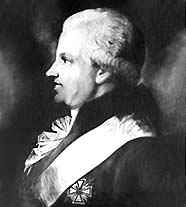
Jakow Bułhakow

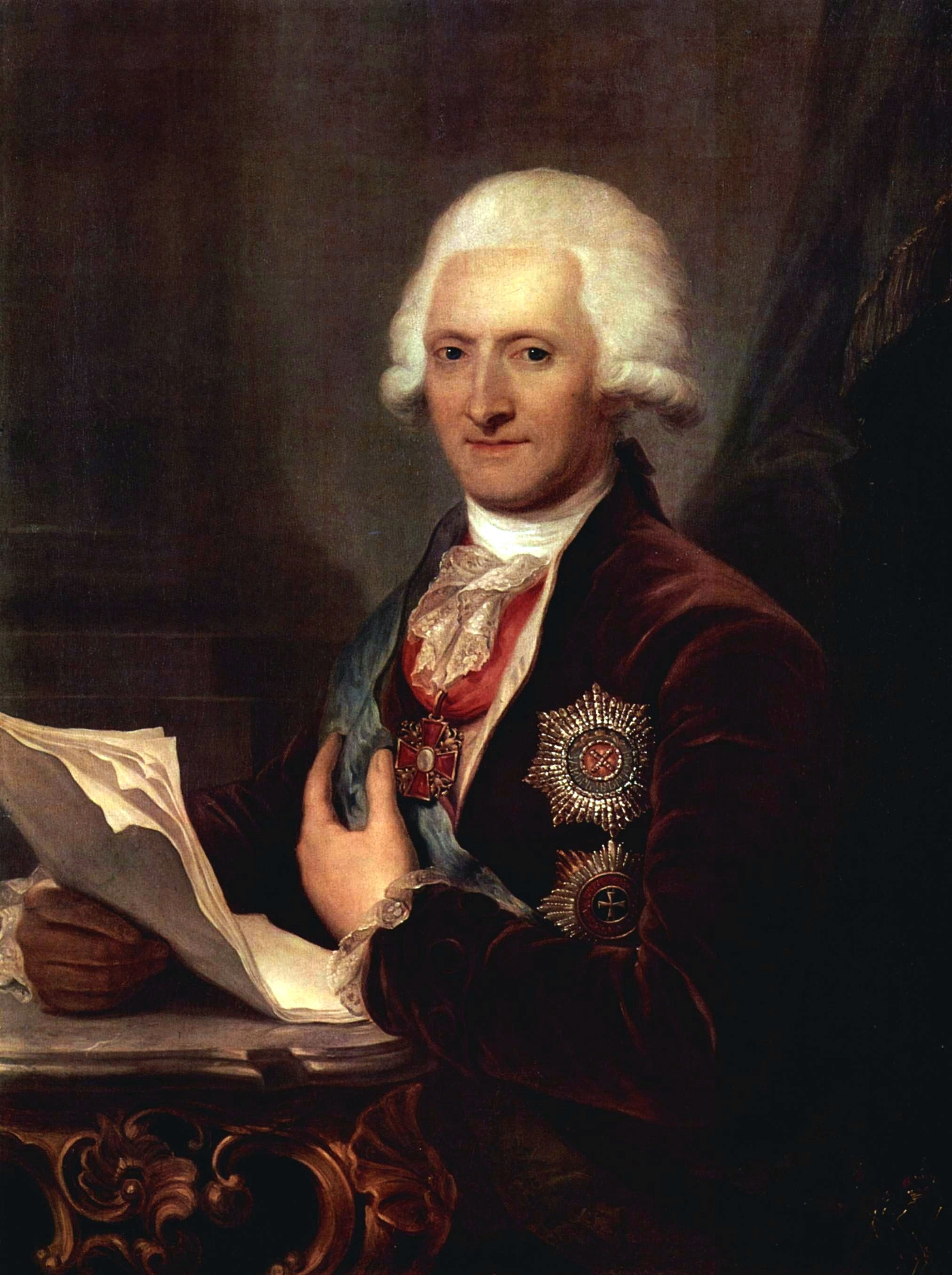
Jakob Sievers

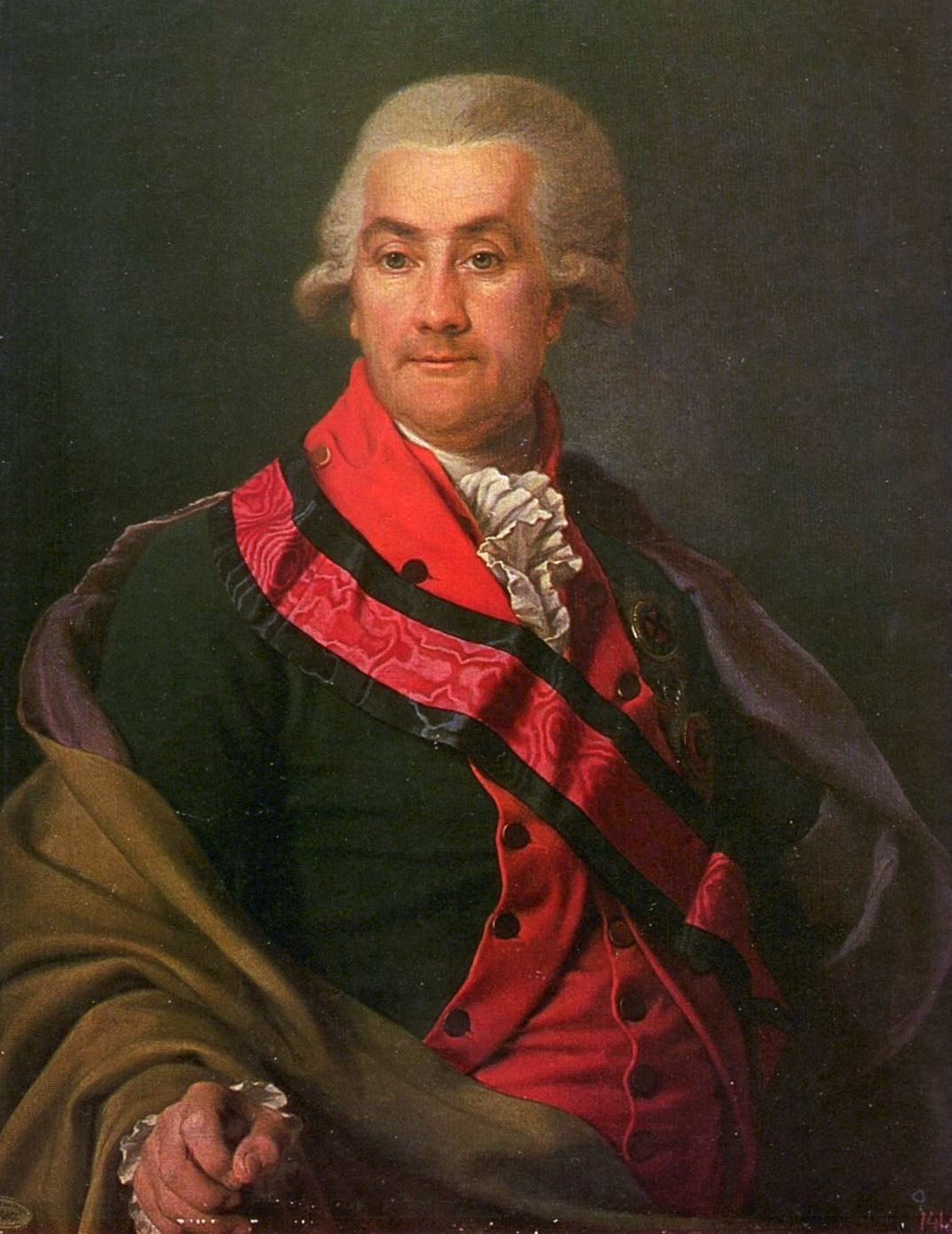
Osip Andriejewicz Igelström

Ambasadorowie i posłowie rosyjscy w Rzeczypospolitej 1763–1794 – charakterystyka dyplomatów rosyjskich z tego okresu.
Kompetencje dyplomatów rosyjskich w Rzeczypospolitej w tych latach daleko wykraczały poza właściwe ich funkcji zadania dyplomacji. Zakres ich władzy można porównać z pozycją wicekrólów w koloniach imperium hiszpańskiego, bądź prokonsulów, sprawujących władzę w podbitych prowincjach cesarstwa rzymskiego. Ambasadorowie i posłowie rosyjscy w tych latach (z przerwą 1790–1792) sprawowali rzeczywistą władzę w Polsce i na Litwie, działając na podstawie przysyłanych z Petersburga instrukcji. Mieli przemożny wpływ na króla, który na ich żądanie i za ich aprobatą mianował na urzędy i rozdawał starostwa wskazanym przez nich ludziom, jako wynagrodzenie dla stronników Rosji. W ambasadzie rosyjskiej istniał stały fundusz korupcyjny, z którego wypłacano stałą pensję roczną swoim agentom i poplecznikom. Program obrad Rady Nieustającej był ustalany przez rosyjskiego ambasadora, który też umieszczał w jej składzie zaufanych sobie ludzi. O ich faktycznej pozycji w Polsce może świadczyć drobne na pozór wydarzenie, gdy cała publiczność teatru królewskiego (gdy Stanisław August zajął już miejsce w swojej loży), długo czekała na rozpoczęcie przedstawienia, ponieważ jeszcze nieobecny był poseł rosyjski.
Spór o pierwszeństwo między nuncjuszem i ambasadorem rosyjskim toczył się jeszcze za panowania Augusta III Sasa i do końca Rzeczypospolitej nie został rozstrzygnięty.

## Posłowie rosyjscy w Polsce przed 1763 rokiem
- 1508 – Iwan Czeladnin
- 1584–1598 – Michaił Beznin
- 1598–1606 – Iwan Bezobrazow
- 1674–1677 – Wasilij Tjapkin
- 1703 – Jan Reinhold Patkul
- 1701–1706 – Grzegorz Dołgorukow
- 1706–1707 – Wasilij Łukicz Dołgorukow
- 1709–1712 – Grzegorz Dołgorukow
- 1712 – Aleksandr Daszkow
- 1714 – Naryszkin
- 1715–1717 – Grzegorz Dołgorukow
- 1721–1724 – Siergiej Dołgorukow
- 1724–1726 – Wasilij Łukicz Dołgorukow
- 1726–1731 – Michaił Pietrowicz Bestużew-Riumin (poseł nadzwyczajny)
- 1728–1729 – Siergiej Dołgorukow
- 1733–1744 – Herman Karl von Keyserling (poseł nadzwyczajny)
- 1744–1748 – Michaił Pietrowicz Bestużew-Riumin (poseł nadzwyczajny)
- 1749–1752 – Herman Karl von Keyserling (II raz)
- 1758–1762 – Fiodor Wojejkow

## Geneza
Już na początku XVIII wieku, dzięki wielu intrygom popartym siłą swojego oręża, Rosja uzyskała dominujący wpływ na sprawy wewnętrzne Rzeczypospolitej. W 1717 car Piotr I został gwarantem rozejmu pomiędzy szlachtą a królem Polski Augustem II, którego postanowienia zostały przyjęte na sejmie niemym.

## Ambasadorowie i posłowie rosyjscy w Rzeczypospolitej 1763–1794
- Herman Karl von Keyserling – poseł nadzwyczajny i minister pełnomocny 1763-30 września 1764
- Nikołaj Repnin – poseł nadzwyczajny i minister pełnomocny 1764–1769[2]
- Michaił Wołkoński – poseł nadzwyczajny i minister pełnomocny 22 maja 1769–1771
- Kasper von Saldern – ambasador od kwietnia 1771 do sierpnia 1772
- Otto Magnus von Stackelberg – poseł nadzwyczajny i minister pełnomocny w latach 1772–1775, ambasador w latach 1775-1790
- Jakow Bułhakow – poseł nadzwyczajny i minister pełnomocny 1790–1792
- Jakob Sievers – poseł nadzwyczajny i minister pełnomocny od 16 lutego do 28 grudnia 1793
- Osip Igelström – poseł nadzwyczajny i minister pełnomocny od grudnia 1793 do wiosny 1794

### Herman Karl von Keyserling
Dopiero jednak zamach stanu Familii Czartoryskich, przeprowadzony z pomocą wojsk rosyjskich po śmierci Augusta III i przeprowadzona pod rosyjskimi bagnetami elekcja kandydata cesarzowej Katarzyny II Stanisława Augusta Poniatowskiego w 1764, spowodowały trwałe uzależnienie władcy Rzeczypospolitej od stałej pomocy rosyjskiej. Poseł rosyjski Herman Karl von Keyserling, zezwalając na niewielkie reformy sejmu konwokacyjnego, przeprowadził wybór wskazanego przez Imperatorową kandydata do tronu polskiego.

### Nikołaj Repnin
Wkrótce jednak zastąpił go poseł nadzwyczajny i minister pełnomocny Nikołaj Repnin, który wypełniając instrukcje petersburskie, doprowadził do zawiązania się w 1767 antykrólewskiej i katolickiej konfederacji radomskiej oraz konfederacji innowierczych: prawosławnej słuckiej i protestanckiej toruńskiej. Na Sejmie Repninowskim 1767–1768, wysunięty przez niego postulat równouprawnienia różnowierców spotkał się z silnym oporem. Zdławiło go dopiero sterroryzowanie sejmujących, w wyniku  bezprecedensowego w historii stosunków międzynarodowych porwania senatorów: biskupa krakowskiego Kajetana Sołtyka, biskupa kijowskiego Józefa Andrzeja Załuskiego, hetmana polnego koronnego Wacława Rzewuskiego i jego syna Seweryna Rzewuskiego do Kaługi. Repnin nie znosił żadnego sprzeciwu, toteż nie zawahał się nawet przed czynnym publicznym znieważeniem Józefa Pułaskiego, jednego z przywódców konfederacji barskiej (Repnin po prostu go kopnął). Poseł rosyjski przeforsował uchwalenie przez sejm delegacyjny praw kardynalnych (26 lutego 1768), które potwierdził 8 marca traktat gwarancyjny Rzeczypospolitej z Rosją. Od tej chwili Polska stawała się protektoratem rosyjskim, a cesarzowa Katarzyna II gwarantowała nienaruszalność jej ustroju. Misja Repnina zakończyła się jednak niepowodzeniem, gdyż nie potrafił zapobiec wybuchowi antyrosyjskiego powstania w Rzeczypospolitej w 1768.

### Michaił Wołkoński
22 maja 1769 na jego miejsce przybył poseł nadzwyczajny i minister pełnomocny Michaił Wołkoński. Jego instrukcje wyznaczały coraz bardziej ostry kurs wobec Rzeczypospolitej. W 1770, gdy w rozmowie z królem zażądał wygnania z kraju Czartoryskich, monarcha naiwnie zapytał: Jak można karać obcych poddanych?. Poseł rosyjski szybko uświadomił Stanisławowi Augustowi iluzoryczność jego władzy: Nigdy nie myślałem, żebyś Wasza Królewska Mość mógł wymówić takie słowo. Doniosę o wszystkim memu dworowi.
Zagrożony przez konfederatów barskich, którzy 22 października 1770 ogłosili jego detronizację, opuszczony przez stronników, tonący w długach król Stanisław August Poniatowski jedyne oparcie widział w popierającej go Rosji, w osobie jej posła.

### Kasper von Saldern
Katarzyna II próbowała jeszcze zachować Rzeczpospolitą w całości jako rosyjski protektorat. Dlatego od kwietnia 1771 mianowała nowym ambasadorem w Warszawie Kaspera von Salderna, protegowanego ministra Nikity Iwanowicza Panina. Jednakże przeprowadzona przez konfederatów 3 listopada 1771 w Warszawie próba porwania króla ostatecznie uświadomiła jej, że Stanisław August przestał być mocnym i wiarygodnym gwarantem rosyjskiego protektoratu nad Rzecząpospolitą.

### Otto Magnus von Stackelberg
Po podpisaniu traktatu I rozbioru 5 sierpnia 1772 do Polski przybył nowy rosyjski poseł nadzwyczajny i minister pełnomocny Otto Magnus von Stackelberg, który miał zająć się ratyfikowaniem jego postanowień przez sejm. Co też nastąpiło dzięki przekupieniu wielu posłów na Sejmie Rozbiorowym (1773–1775) dnia 30 września 1773. Stackelbergowi obniżono rangę dyplomatyczną, tak by na czas przeprowadzenia rozbioru wyrównać ją z rangą przedstawicieli Prus i Austrii.
Z inicjatywy Stackelberga powołano w 1775 Radę Nieustającą, która w założeniu miała być narzędziem władzy rosyjskiej w Polsce. W 1780, działając w porozumieniu z nuncjuszem apostolskim Janem Andrzejem Archettim, doprowadził do przekupienia posłów i odrzucenia projektu kodyfikacji prawa, zawartego w Kodeksie Zamoyskiego. Współdziałanie rosyjsko-watykańskie musiało pozostać ścisłą tajemnicą, skoro sekretarz stanu Lazzaro Opizio Pallavicini ostrzegał nuncjusza: aby porozumienie i łączenie się nasze z państwem heretyckim nie wyszło tam niepotrzebnie na jaw z naszą szkodą, jakkolwiek takimi środkami posługuje się nieraz Opatrzność, aby pomieszać szyki ludzkiej polityki dla dobra Kościoła i jego głowy. 29 maja 1787 Rada Nieustająca przyjęła bezprecedensową w historii stosunków międzynarodowych uchwałę o zakupie z funduszy państwa Pałacu Brühla jako siedziby dla ambasady Rosji za sumę 1 miliona złotych. Pieniądze te, pochodzące z nadwyżek budżetu, miały być przeznaczone na wyposażenie polskiej armii. Była to jeszcze jedna próba upokorzenia Polaków i uniemożliwienia odbudowy zrujnowanego polskiego budżetu.
W 1788, licząc na pomoc Polski w wojnie z Turcją, Katarzyna II zezwoliła na przeprowadzenie ograniczonych reform w Rzeczypospolitej i zwołanie Sejmu Czteroletniego. Ten szybko zajął się zrzuceniem rosyjskiego protektoratu w Rzeczypospolitej, co formalnie nastąpiło 29 marca 1790, gdy podpisano antyrosyjskie  przymierze z Prusami.

### Jakow Bułhakow
Wywołało to wściekłość Katarzyny II, która odwołała Stackelberga i nowym posłem nadzwyczajnym i ministrem pełnomocnym w Warszawie mianowała Jakowa Bułhakowa. W latach 1790–1792 przedstawiciel Rosji stracił praktycznie wpływ na bieg spraw w Polsce, zadowalając się rolą bacznego obserwatora wypadków. Uchwalenie Konstytucji 3 maja 1791, która faktycznie zmieniła ustrój Rzeczypospolitej, spowodowało wybuch wojny polsko-rosyjskiej w 1792. 18 maja 1792 Bułhakow zawiadomił Stanisława Augusta o wkroczeniu wojsk rosyjskich w granice Polski. Nie było to więc formalne wypowiedzenie wojny, gdyż Rosja de facto nie uznawała już wtedy Rzeczypospolitej jako pełnoprawnego podmiotu stosunków międzynarodowych. Po kapitulacji i wprowadzeniu w kraju rządów konfederacji targowickiej 23 stycznia 1793 Rosja i Prusy podpisały II rozbiór Polski. Austria formalnie nie biorąca udziału w II rozbiorze dopiero 3 stycznia 1795 zawarła za plecami Prus tajną konwencję z Rosją o III rozbiorze Polski, na mocy której cesarz Franciszek II Habsburg przystępował do traktatu drugiego rozbioru.

### Jakob Sievers
16 lutego 1793 Jakob Sievers został mianowany został nowym rosyjskim posłem nadzwyczajnym i ministrem pełnomocnym w Polsce. Jego zadaniem było przeprowadzenie ratyfikacji nowego traktatu podziałowego przez sejm grodzieński. Sejm w istocie uległ presji, otoczony na rozkaz Sieversa rosyjskimi armatami. Dodatkowo posłami mogli zostać tylko ci, których zatwierdził on osobiście. Katarzyna II przysłała napisany przez siebie projekt wieczystego sojuszu Polski i Rosji, który został przedstawiony Sieversowi przez upokorzonych posłów jako prośba narodu polskiego. 14 października 1793 projekt przeszedł „jednogłośnie” (nikt nie odważył się odezwać). W jego efekcie jak powiedział jeden z posłów Polska stała się prowincją rosyjską. Większość posłów była przekupiona i zastraszona. Rozpoczęła  się rosyjska okupacja wojskowa, polskie garnizony zostały otoczone przez Rosjan.

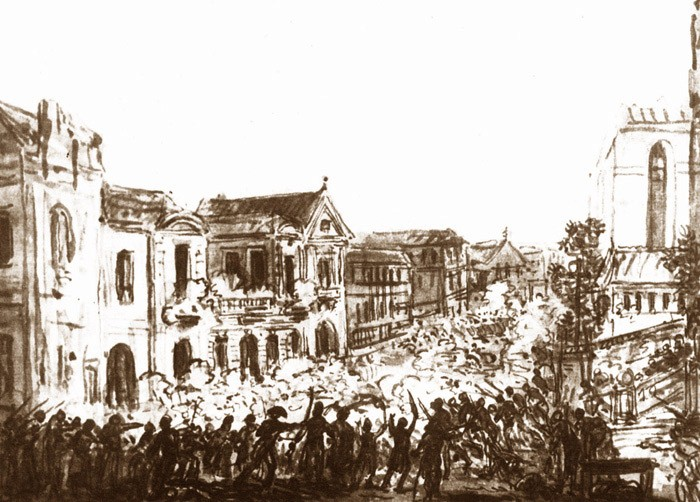
Szturm na ambasadę rosyjską na ulicy Miodowej, rysunek Jana Piotra Norblina

### Osip Igelström
W grudniu 1793 nowym rosyjskim posłem nadzwyczajnym i ministrem pełnomocnym został Osip Igelström, łączący w swoim ręku już od końca 1792 naczelne dowództwo wojsk Katarzyny II w Rzeczypospolitej. Jego zadaniem miało być przeprowadzenie redukcji armii koronnej i litewskiej.
Zupełnym dla niego zaskoczeniem był wybuch insurekcji kościuszkowskiej w marcu 1794. Nie mniejszym atak na garnizon rosyjski w Warszawie 17 kwietnia w czasie insurekcji warszawskiej. W jego wyniku Igelström w pośpiechu opuścił Warszawę, a budynek poselstwa rosyjskiego (Pałac Młodziejowskich) został zdobyty przez powstańców po krwawej walce. Znaleziono tam papiery, dokumentujące pobieranie stałej rocznej pensji przez wybitne postacie życia politycznego, co stało się później powodem skazania na śmierć przez Sąd Kryminalny przywódców konfederacji targowickiej.